# Liste der Stolpersteine in Saarbrücken
Die Liste der Stolpersteine in Saarbrücken führt die vom Künstler Gunter Demnig verlegten Stolpersteine in der saarländischen Landeshauptstadt Saarbrücken auf, die an das Schicksal der Menschen erinnern, die im Nationalsozialismus ermordet, deportiert, vertrieben oder in den Suizid getrieben wurden. Die Tabelle ist teilweise sortierbar; die Grundsortierung erfolgt alphabetisch nach dem Verlegungsort.
Die erste Verlegung fand am 10. März 2010 statt.

## Verlegte Stolpersteine
| Stolperstein | Inschrift | Verlegeort                                                   | Name, Leben |
| ------------ | --- | ------------------------------------------------------------ | --- |
|              | HIER WOHNTE HEINRICH BARTH JG. 1895 IM WIDERSTAND / SPD FLUCHT 1935 FRANKREICH VERHAFTET VERURTEILT 'HOCHVERRAT' ÜBERFÜHRT 1942 DACHAU NEUENGAMME BEFREIT / ÜBERLEBT  | Bergstraße 27 Burbach                                        | Heinrich Barth (1895–1949) |
|              | HIER WOHNTE EMMA BAUERNFEIND GEB. KLEMMER JG. 1913 IN 'SIPPENHAFT' ZWANGSABTREIBUNG 6. MON. BÜRGERHOSPITAL SAARBRÜCKEN 3.4.1941                                       | Rubensstraße 72 St. Arnual                                   | Emma Bauernfeind, geborene Klemmer (1913–1941) |
|              | HIER WOHNTE JOSEF BIESEL JG. 1900 IM WIDERSTAND / KPD VERHAFTET 1937 LICHTENBURG BUCHENWALD ENTLASSEN 1939 TOT 23.4.1943                                              | Grubenweg 20 Jägersfreude                                    | Josef Biesel (1900–1943) |
|              | HIER WOHNTE IDA BLUM GEB. GRÜNWALD JG. 1873 DEPORTIERT 1942 THERESIENSTADT TOT 5.10.1942                                                                              | Ursulinenstraße 24 ehem. Königin-Luisen-Straße 24 St. Johann | Ida Blum, geborene Grünwald (1873–1942) |
|              | HIER WOHNTE SALOMON BLUM JG. 1864 DEPORTIERT 1942 THERESIENSTADT TOT 2.1.1943                                                                                         | Ursulinenstraße 24 ehem. Königin-Luisen-Straße 24 St. Johann | Salomon Blum (1864–1943) |
|              | HIER WOHNTE HEINZ HENRY BONEM JG. 1921 FLUCHT FRANKREICH INTERNIERT DRANCY DEPORTIERT 1943 MAJDANEK ERMORDET                                                          | Nauwieserplatz 11/13 · St. Johann ·                          | Heinz Henry Bonem (1921–1943/44) |
|              | HIER WOHNTE LOTTE BONEM JG. 1922 DEPORTIERT 1942 ERMORDET 1942 IN AUSCHWITZ                                                                                           | Nauwieserplatz 11/13 · St. Johann ·                          | Lotte Bonem (1922–1943/44) |
|              | HIER WOHNTE DILLA CAHN GEB. WEIL JG. 1903 FLUCHT 1936 FRANKREICH INTERNIERT DRANCY DEPORTIERT 1943 ERMORDET 1943 IN MAJDANEK                                          | Riottestraße 14 · St. Johann ·                               | Dilla Cahn, geborene Weil, wurde am 16. November 1872 in Rust geboren. Sie war mit dem jüdischen Kaufmann Ferdinand Cahn verheiratet. Das Ehepaar hatte einen Sohn, Leo. Dilla Cahn wurde am 7. März 1943 nach Majdanek deportiert und dort ermordet. |
|              | HIER WOHNTE LEO CAHN JG. 1903 DEPORTIERT 1942 ERMORDET 1942 IN AUSCHWITZ                                                                                              | Am Staden 30 · St. Johann ·                                  | Leo Cahn wurde am 25. Juni 1903 in Saarbrücken als Sohn von Ferdinand und Dilla Cahn geboren und wohnte am Eichhornstaden 30 (heute: Am Staden 30). Er emigrierte zunächst in die Niederlande und im Februar 1936 nach Monaco. Von dort aus wurde er in das Durchgangslager Drancy überstellt. Leo Cahn wurde am 4. September 1942 in das KZ Auschwitz deportiert und ermordet. |
|              | HIER WOHNTE EGON OTTO DAVIDSON JG. 1921 FLUCHT HOLLAND INTERNIERT WESTERBORK DEPORTIERT ERMORDET 1942 IN AUSCHWITZ                                                    | Großherzog-Friedrich-Straße 61 · St. Johann ·                | Egon Otto Davidson (1921–1942) |
|              | HIER WOHNTE MORITZ JAKOB DAVIDSON JG. 1883 FLUCHT HOLLAND INTERNIERT WESTERBORK DEPORTIERT SOBIBOR ERMORDET 9.4.1943                                                  | Großherzog-Friedrich-Straße 61 · St. Johann ·                | Moritz Jakob Davidson (1883–1943) |
|              | HIER WOHNTE VALES GUENTER DAVIDSON JG. 1924 FLUCHT HOLLAND INTERNIERT WESTERBORK DEPORTIERT AUSCHWITZ ERMORDET 21.9.1942                                              | Großherzog-Friedrich-Straße 61 · St. Johann ·                | Vales Guenter Davidson (1924–1942) |
|              | HIER WOHNTE WANDA DAVIDSON GEB. WIRTH JG. 1892 DEPORTIERT 1943 SOBIBOR ERMORDET 9.4.1943                                                                              | Großherzog-Friedrich-Straße 61 · St. Johann ·                | Wanda Davidson geb. Wirth (1883–1943) |
|              | HIER WOHNTE WILHELM DIESEL JG. 1905 MEHRMALS VERHAFTET KLEINERE STRAFTATEN 1941 DACHAU 'SICHERUNGSVERWAHRUNG' 'VERLEGT' 16.1.1942 HARTHEIM ERMORDET 16.1.1942         | Schloßstraße 8 Alt-Saarbrücken                               | Wilhelm Diesel (1905–1942) |
|              | FRITZ DOBISCH JG. 1890 STADTVERORDNETER 19.. BIS 1935 VERHAFTET 10.6.1940 KZ BUCHENWALD ERMORDET 7.7.1941                                                             | Rathausplatz 1 St. Johann (Lage)                             | Fritz Dobisch (1890–1941) |
|              | HIER WOHNTE BERTA EBELING JG. 1901 SEIT 1924 MEHRERE HEILANSTALTEN 'VERLEGT' 24.1.1941 HADAMAR ERMORDET 24.1.1941 'AKTION T4'                                         | Spichererbergstraße 71 Alt-Saarbrücken                       | Berta Ebeling (1901–1941) |
|              | HIER ARBEITETE PASTOR JAKOB FRANZ JG. 1884 IM CHRISTLICHEN WIDERSTAND FLUCHT 1935 FRANKREICH SCHWEIZ ARGENTINIEN                                                      | Katholische Pfarrkirche St. Peter Ensheim                    | Jakob Franz (1884–1969) |
|              | HIER WOHNTE FANNY FRÖHLICH GEB. LANDAUER JG. 1872 DEPORTIERT 1942 THERESIENSTADT 1944 AUSCHWITZ ERMORDET                                                              | Graf-Johann-Straße 8 St. Johann                              | Fanny Fröhlich, geborene Landauer (1872–1944) |
|              | HIER WOHNTE HERBERT FÜRST JG. 1890 DEPORTIERT 1943 ERMORDET 1943 IN AUSCHWITZ                                                                                         | Lortzingstraße 18 St. Johann (Lage)                          | Herbert Fürst (1890–1943) |
|              | HIER WOHNTE OLGA FÜRST GEB. HEYMANN JG. 1890 DEPORTIERT 1943 ERMORDET 1943 IN AUSCHWITZ                                                                               | Lortzingstraße 18 St. Johann (Lage)                          | Olga Fürst geb. Heymann (1890–1943) |
|              | HIER WOHNTE LADISLAUS GRAJ JG. 1900 GEDEMÜTIGT / ENTRECHTET 1939 VERLUST VON ARBEIT / WOHNUNG TOT 2. APRIL 1940 JÜDISCHES KRANKENHAUS FRANKFURT                       | St. Ingberter Straße 56 Dudweiler                            | Ladislaus Graj wurde am 1. September 1900 in Budapest geboren. Er war der Sohn eines jüdischen Klempnermeisters und soll, so ein Bericht seiner Witwe später, 1923 als Fußballtrainer nach Deutschland gekommen sein. Er arbeitete als Elektroschweißer in der Grube Jägersfreude und heiratete Ende 1925 Charlotte Luise Müller. Anlässlich der Eheschließung konvertierte er zum Protestantismus, denn seine Frau war evangelischen Glaubens. Das Ehepaar bekam drei Söhne, die alle getauft wurden. Nach der Machtergreifung der Nationalsozialisten begann eine systematische Ausgrenzung, vorrangig wegen seiner jüdischen Abstammung, aber auch wegen seines Status als Ausländer. Er wurde sowohl auf der Arbeit, als auch im Verein diskriminiert und verlor 1939 seine Stelle. In der Folge verlor er auch die Wohnung. Im März 1940 erkrankte Graj, es wurde Lungentuberkulose diagnostiziert. Auf der Website Erinnern Saarbrücken ist zu lesen: „Möglicherweise verweigerte man ihm im Dudweiler Krankenhaus die weitere Behandlung aufgrund seiner jüdischen Abstammung. Frau Graj teilte man jedenfalls mit, ihr Mann werde in die Klinik nach Heidelberg verlegt. Man verbot ihr, diesen zu begleiten.“ Vierzehn Tage später erhielt sie die Nachricht, dass ihr Mann Ladislaus Graj am 2. April 1940 im Jüdischen Krankenhaus in Frankfurt verstorben sei. |
|              | HIER WOHNTE FRANZISKA GULDNER GEB. KLEMMER JG. 1908 IN 'SIPPENHAFT' ZWANGSSTERISIERT 1942 BÜRGERHOSPITAL SAARBRÜCKEN                                                  | Rubensstraße 72 St. Arnual                                   | Franziska Guldner, geborene Klemmer (1908-) |
|              | HIER WOHNTE MAX HANAU JG. 1875 OPFER DES POGROMS MISSHANDELT GEFÄNGNIS LERCHESFLUR TOT AN FOLGEN 13.11.1938                                                           | Karcherstraße 17 St. Johann (Lage)                           | Max Hanau (1875–1938) |
|              | HIER WOHNTE MAX HAYMANN JG. 1896 DEPORTIERT 1942 AUSCHWITZ ERMORDET 13.4.1942                                                                                         | Karcherstraße 11 St. Johann (Lage)                           | Max Haymann (1896–1942) |
|              | HIER WOHNTE SOPHRONIE HERZ JG. 1862 DEPORTIERT 1942 THERESIENSTADT TOT 29.1.1943                                                                                      | Dudweiler Straße 26–30 St. Johann (Lage)                     | Sophronie Herz kam am 19. Juni 1862 in Merzig zur Welt und wohnte in der Dudweiler Straße 26 (heute: Dudweiler Straße 26–30). Die Witwe flüchtete zu ihrem einzigen Sohn Moritz (geb. 1881 in Saarbrücken; gest. 1942 in Riga) nach Berlin und wurde von dort aus am 27. August 1942 ins KZ Theresienstadt deportiert. Dort kam sie am 29. Januar 1943 ums Leben. |
|              | HIER WOHNTE HILDE ITZKOWITZ GEB. STRAUSS JG. 1892 DEPORTIERT 1942 SOBIBOR ERMORDET 3.6.1942                                                                           | Großherzog-Friedrich-Straße 12 St. Johann (Lage)             | Hilde Itzkowitz, geborene Strauss (1892–1942) |
|              | HIER WOHNTE EVELYNE KAEMPFER JG. 1922 DEPORTIERT 1942 SOBIBOR ERMORDET 3.6.1942                                                                                       | Mainzer Straße 35 St. Johann (Lage)                          | Evelyne Kaempfer (1922–1942) |
| \|           | HIER WOHNTE GEORG KAEMPFER JG. 1883 DEPORTIERT 1942 SOBIBOR ERMORDET 3.6.1942                                                                                         | Mainzer Straße 35 St. Johann (Lage)                          | Georg Kaempfer (1883–1942) |
|              | HIER WOHNTE HERTA KAEMPFER GEB. BERGHEIM JG. 1893 DEPORTIERT 1942 SOBIBOR ERMORDET 3.6.1942                                                                           | Mainzer Straße 35 St. Johann (Lage)                          | Herta Kaempfer, geborene Bergheim (1893–1942) |
|              | HIER WOHNTE MARION KAEMPFER JG. 1925 DEPORTIERT 1942 SOBIBOR ERMORDET 3.6.1942                                                                                        | Mainzer Straße 35 St. Johann (Lage)                          | Marion Kaempfer (1925–1942) |
|              | HIER WOHNTE EDITH ILSE KAHN GEB. HERZ JG. 1903 DEPORTIERT 1944 ERMORDET 1944 IN AUSCHWITZ                                                                             | Graf-Johann-Straße 3 St. Johann (Lage)                       | Edith Ilse Kahn, geborene Herz, wurde am 22. Oktober 1903 in Neunkirchen (Saar) geboren. Sie war mit Hugo Kahn verheiratet, der Ehe entstammte der Sohn Paul Kahn. Mit ihrer Familie emigrierte sie am 29. Mai 1934 nach Monaco. Von dort aus wurden sie, ihr Ehemann und ihr Sohn in das Durchgangslager Drancy gebracht und am 3. Februar 1944 in das KZ Auschwitz deportiert. Alle drei Familienmitglieder wurden vom NS-Regime ermordet. |
|              | HIER WOHNTE HUGO KAHN JG. 1900 DEPORTIERT 1944 ERMORDET 1944 IN AUSCHWITZ                                                                                             | Graf-Johann-Straße 3 St. Johann (Lage)                       | Hugo Kahn wurde am 14. Juni 1900 möglicherweise in Saint-Yan (Département Saône-et-Loire) unter dem Namen Hugues Kahn geboren und wohnte mit seiner Familie in der Graf-Johann-Straße 3 von Saarbrücken. Er war mit Edith Ilse Kahn verheiratet, der Ehe entstammte der Sohn Paul Kahn. Am 29. Mai 1934 emigrierte er mit seiner Familie nach Monaco. Von dort aus wurden sie in das Durchgangslager Drancy gebracht und am 3. Februar 1944 in das KZ Auschwitz deportiert. Alle drei Familienmitglieder wurden vom NS-Regime ermordet. |
|              | HIER WOHNTE PAUL KAHN JG. 1931 DEPORTIERT 1944 ERMORDET 1944 IN AUSCHWITZ                                                                                             | Graf-Johann-Straße 3 St. Johann (Lage)                       | Paul Walter Kahn kam am 25. August 1931 in Forbach (Moselle) als Sohn von Hugo und Edith Ilse Kahn zur Welt. Er emigrierte mit seinen Eltern am 29. Mai 1934 nach Monaco. Von dort aus wurde die Familie in das Durchgangslager Drancy gebracht und am 3. Februar 1944 in das KZ Auschwitz deportiert. Alle drei Familienmitglieder wurden vom NS-Regime ermordet. |
|              | HIER ARBEITETE JOHANNA KIRCHNER JG. 1889 SOZIALDEMOKRATIN MITBEGRÜNDRIN ARBEITERWOHLFAHRT WIDERSTANDSKÄMPFERIN VERHAFTET 1942 HINGERICHTET 9.6.1944 BERLIN-PLÖTZENSEE | Bahnhofstraße 95 (vorm. 80) St. Johann (Lage)                | Johanna Kirchner geb. Strunz wurde am 24. April 1889 in Frankfurt am Main geboren. Sie war Sozialdemokratin und Mitbegründerin der Arbeiterwohlfahrt. Nach der Machtergreifung der Nationalsozialisten 1933 musste die engagierte Antifaschistin untertauchen, denn sie stand auf einer Liste der Gestapo und sollte verhaftet werden. Sie flüchtete ohne ihre Familie in das Saargebiet, welches damals noch unter der Verwaltung des Völkerbundes stand. Sie übernahm die Leitung des Saarflüchtlingskomitees, erstellte Konzepte für den SPD-Exilvorstand, produzierte und verbreitete illegale Flugblätter. Nach dem Anschluss des Saargebiets an das Deutsche Reich im Jahre 1935 flüchtete Johanna Kirchner weiter nach Forbach, Metz und schließlich nach Paris. Auch von hier aus unterstützte sie den Widerstand in Deutschland. Am 1. Februar 1937 wurde sie aus dem Deutschen Reich ausgebürgert. Nach dem Einmarsch der Hitler-Truppen wurde sie zu einer deutschen Widerstandskämpferin in der Résistance. 1942 wurde sie vom Vichy-Regime verhaftet und an die Gestapo ausgeliefert. Sie wurde vor Gericht gestellt und zuerst wegen Landesverrats zu zehn Jahren Zuchthaus verurteilt. Doch im Jahre 1944 wurde ihr Verfahren vom Volksgerichtshof erneut aufgenommen und das Urteil am 20. April 1944 zur Todesstrafe umgewandelt. Johanna Kirchner wurde am 9. Juni 1944 in Berlin-Plötzensee durch das Fallbeil hingerichtet. |
|              | HIER WOHNTE JOSEF KLEMMER JG. 1879 IM WIDERSTAND / KPD VERHAFTET 5.2.1927 'HOCHVERRAT' VERURTEILT 18.1.1938 ZUCHTHAUS SIEGBURG ENTLASSSEN 18.4.1942                   | Rubensstraße 72 St. Arnual                                   | Josef Klemmer (1908-) |
|              | HIER WOHNTE HELENE KUHN GEB. FRÖHLICH JG. 1896 VERHAFTET AUG. 1942 RAVENSBRÜCK DEPORTIERT AUSCHWITZ ERMORDET 11.10.1942                                               | Graf-Johann-Straße 8 St. Johann                              | Helene Kuhn, geborene Fröhlich (1896–1942) |
|              | HIER WOHNTE MATHIAS LEVY JG. 1875 GEDEMÜTIGT /ENTRECHTET FLUCHT 1935 FRANKREICH TOT 14. AUG. 1940 MOULINS / [...]                                                     | Hochstraße 147 Burbach                                       | Mathias Levy (1875–1940) |
|              | HIER WOHNTE PAULA LOEB GEB. KAISER JG. 1863 DEPORTIERT 1942 SOBIBOR ERMORDET 3.6.1942                                                                                 | Rathausplatz 7 St. Johann (Lage)                             | Paula Loeb, geborene Kaiser (1888–1942) |
|              | HIER WOHNTE ERNA PREISER GEB. BLUM JG. 1900 DEPORTIERT 1944 AUSCHWITZ ERMORDET 28.10.1944                                                                             | Ursulinenstraße 24 ehem. Königin-Luisen-Straße 24 St. Johann | Erna Peiser, geborene Blum (1900–1944) |
|              | HIER WOHNTE ERNST PREISER JG. 1893 DEPORTIERT 1944 AUSCHWITZ ERMORDET 28.10.1944                                                                                      | Ursulinenstraße 24 ehem. Königin-Luisen-Straße 24 St. Johann | Ernst Peiser (1893–1944) |
|              | PETER ROTH JG. 1900 ERSTER BEIGEORDNETER 1932 BIS 193. VERHAFTET 10.9.1936 ZUCHTHAUS SIEGBURG ERMORDET 16.7.1943                                                      | Rathausplatz 1 St. Johann (Lage)                             | Peter Roth (1890–1943) |
|              | HIER ARBEITETE MISSIONSHELFER JOSEF RUF JG. 1905 VERWEIGERUNG DES FAHNENEIDES HINGERICHTET 10.10.1940 BRANDENBURG-GÖRDEN                                              | Kath. Pfarrkirche St. Josef Malstatt                         | Joseph Ruf wurde am 15. Dezember 1905 in Hochberg bei Bad Saulgau geboren. Nach seiner Lehre zum Schneidergesellen trat er in den Franziskanerorden in Gorheim bei Sigmaringen ein. Er war an verschiedenen Einsatzorten des Ordens tätig, in Hadamar, Limburg, Salmünster, Fulda und Hildesheim. 1926 legte er die Profess im Kloster Frauenberg bei Fulda ab und verbrachte noch einige Jahre in seinem Heimatort Saulgau und in Mannheim. Kurz vor der Ablegung des „heiligen Gelübdes“ jedoch, im Mai 1933, verließ er das Kloster. Er wandte sich der katholischen Erneuerungsbewegung um Max Josef Metzger zu. Dessen „Weißes Kreuz“ vertrat kompromisslos christliche Ideale, war ökumenisch und pazifistisch ausgerichtet. Über diese Verbindung kam Josef Ruf nach Saarbrücken zur Pfarrkirche St. Josef, deren Pfarrer Franz-Josef Bungarten ein entschiedener Gegner des Nationalsozialismus war. Josef Ruf arbeitete vom 1. November 1935 bis zum 15. September 1936 als Missionshelfer in der Pfarrei und legte ein Armuts-, Keuschheits- und Gehorsams-Gelübde ab. Im Anschluss ging Ruf dann nach Graz. Anfang März 1940 wurde er zum Militär eingezogen. Er hoffte zunächst, seinen Dienst im Sanitätsbereich ableisten zu können. Er absolvierte die Grundausbildung, verweigerte aber den Fahneneid auf den Führer. Es war ihm klar, dass ihm deshalb die Todesstrafe drohte. Josef Ruf hielt an seinem Entschluss fest, wurde verurteilt und am 10. Oktober 1940 in Brandenburg-Görden durch das Fallbeil hingerichtet. Er zählt zu den wenigen bekannten katholischen Kriegsdienstverweigerern. Auch in Graz und Meitingen wurden Stolpersteine zu seinem Gedenken verlegt. |
|              | HIER WOHNTE HANS RUPPRECHT JG. 1911 SEIT 1934 MEHRERE HEILANSTALTEN 'VERLEGT' 13.3.1941 HADAMAR ERMORDET 13.3.1941 'AKTION T4'                                        | Bülowstraße 34 Malstatt                                      | Hans Rupprecht (1911–1941) |
|              | HIER WOHNTE JOHANN RUPPRECHT JG. 1889 PATIENT IN MEHREREN HEILANSTALTEN 'VERLEGT' 24.2.1941 HADAMAR ERMORDET 24.2.1941 'AKTION T4'                                    | Bülowstraße 34 Malstatt                                      | Johann Rupprecht (1889–1941) |
|              | WENDEL SCHORR JG. 1903 STADTVERORDNETER 1932 BIS 1935 VERHAFTET 13.2.1937 KZ RAVENSBRÜCK ERMORDET 24.2.1944                                                           | Rathausplatz 1 St. Johann (Lage)                             | Wendel Schorr (1903–1944) |
|              | HIER WOHNTE SALLY STRAUSS JG. 1899 DEPORTIERT 1942 SOBIBOR ERMORDET 3.6.1942                                                                                          | Großherzog-Friedrich-Straße 12 St. Johann (Lage)             | Sally Strauss (1899–1942) |
|              | HIER WOHNTE KÄTHE WESTENBURGER VERH. LIMBACH JG. 1915 IM WIDERSTAND/KPD VERHAFTET 7.8.1935 VERURTEILT ZU 30 MON. EINZELHAFT GEFÄNGNIS GOTTESZELL ENTLASSEN FEB. 1938  | Wörther Straße 11 Malstatt                                   | Käthe Westenburger (1915–2003) |

### Stolpersteine für die Familie Deresiewicz
Ein Kopfstein und zwanzig Stolpersteine für die Familie Deresiewicz wurden am 11. Mai 2023 im Stadtteil Malstatt verlegt.
| Stolperstein | Inschrift | Verlegeort                        | Name, Leben                                                  |
| ------------ | --- | --------------------------------- | ------------------------------------------------------------ |
|              | HIER LEBTE DIE FAMILIE DERESIEWICZ FLUCHT 1936 POLEN                                                                      | Alte Lebacher Straße 4 Malstatt   | Kopfstein für die Familie Deresiewicz                        |
|              | ABRAHAM DERESIEWICZ JG. 1892 DEPORTIERT 1941 GHETTO KRAKAU 1943 PLASZOW 1944 MAUTHAUSEN/GUSEN ERMORDET 4.2.1945           | Alte Lebacher Straße 4 Malstatt   | Abraham Deresiewicz (1882–1945)                              |
|              | CHASKEL DERESIEWICZ JG. 1902 FLUCHT 1933 POLEN DEPORTIERT GHETTO SOSNOWITZ 1943 AUSCHWITZ ERMORDET 6.10.1943              | Alte Lebacher Straße 4 Malstatt   | Chaskel Deresiewicz (1902–1943)                              |
|              | EDITH DERESIEWICZ JG. 1923 UMZUG 1926 LUXEMBURG FLUCHT 1941 FRANKREICH SCHICKSAL UNBEKANNT                                | Alte Lebacher Straße 4 Malstatt   | Edith Deresiewicz (1923–?)                                   |
|              | FREIDE DERESIEWICZ GEB. GELBER JG. 1896 VERZOGEN 1928 LUXEMBURG 1941 FRANKREICH SCHICKSAL UNBEKANNT                       | Alte Lebacher Straße 4 Malstatt   | Freide Deresiewicz, geborene Gelber (1896–?)                 |
|              | HEDWIG DERESIEWICZ JG. 1926 DEPORTIERT 1941 GHETTO KRAKAU 1944 STUTTHOF ERMORDET 8.1.1945                                 | Alte Lebacher Straße 4 Malstatt   | Hedwig Deresiewicz (1926–1945)                               |
|              | HERMANN DERESIEWICZ JG. 1905 GEDEMÜTIGT / ENTRECHTET SCHICKSAL UNBEKANNT                                                  | Alte Lebacher Straße 4 Malstatt   | Hermann Deresiewicz (1905–?)                                 |
|              | ISAAK DERESIEWICZ JG. 1857 GEDEMÜTIGT / ENTRECHTET TOT IN OSWIECIM                                                        | Alte Lebacher Straße 4 Malstatt   | Isaak Deresiewicz (1857–1942/45)                             |
|              | MARCEL DERESIEWICZ JG. 1933 FLUCHT 1941 FRANKREICH SCHICKSAL UNBEKANNT                                                    | Alte Lebacher Straße 4 Malstatt   | Marcel Deresiewicz (1933–?)                                  |
|              | MIRIAM DERESIEWICZ GEB. STERN JG. 1865 GEDEMÜTIGT / ENTRECHTET TOT IN OSWIECIM                                            | Alte Lebacher Straße 4 Malstatt   | Miriam Deresiewicz (1865–1942/45)                            |
|              | REGINA REBEKKA DERESIEWICZ GEB. BAUMRING JG. 1893 GHETTO KRAKAU 1944 STUTTHOF ERMORDET                                    | Alte Lebacher Straße 4 Malstatt   | Regina Rebekka Deresiewicz, geborene Baumring (1893–1944/45) |
|              | ROSA RACHEL DERESIEWICZ JG. 1888 ERMORDET IN AUSCHWITZ                                                                    | Alte Lebacher Straße 4 Malstatt   | Rosa Rachel Deresiewicz (1888–1942/45)                       |
|              | SAMUEL DERESIEWICZ JG. 1897 VERZOGEN 1926 LUXEMBURG 1941 FRANKREICH, ITALIEN DEPORTIERT 1943 AUSCHWITZ ERMORDET 16.3.1944 | Alte Lebacher Straße 4 Malstatt   | Samuel Deresiewicz (1897–1944)                               |
|              | HELGA KANNER JG. 1929 GEDEMÜTIGT / ENTRECHTET SCHICKSAL UNBEKANNT                                                         | Alte Lebacher Straße 4 Malstatt   | Helga Kanner (1929–?)                                        |
|              | LEA KANNER GEB. DERESIEWICZ JG. 1895 GEDEMÜTIGT / ENTRECHTET SCHICKSAL UNBEKANNT                                          | Alte Lebacher Straße 4 Malstatt   | Lea Kanner, geborene Deresiewicz (1895–?)                    |
|              | MAX KANNER JG. 1895 GEDEMÜTIGT / ENTRECHTET SCHICKSAL UNBEKANNT                                                           | Alte Lebacher Straße 4 Malstatt   | Max Kanner (1895–?)                                          |
|              | SALI KANNER JG. 1926 GEDEMÜTIGT / ENTRECHTET SCHICKSAL UNBEKANNT                                                          | Alte Lebacher Straße 4 Malstatt   | Sali Kanner (1926–?)                                         |
|              | FRIEDEL KNISPEL GEB. DERESIEWICZ JG. 1896 GEDEMÜTIGT / ENTRECHTET SCHICKSAL UNBEKANNT                                     | Alte Lebacher Straße 4 Malstattl> | Friedel Knispel, geborene Deresiewicz (1896–?)               |
|              | HERMANN KNISPEL JG. 1921 GEDEMÜTIGT / ENTRECHTET SCHICKSAL UNBEKANNT                                                      | Alte Lebacher Straße 4 Malstatt   | Hermann Knispel (1921–?)                                     |
|              | JOSEF KNISPEL JG. 1925 GEDEMÜTIGT / ENTRECHTET SCHICKSAL UNBEKANNT                                                        | Alte Lebacher Straße 4 Malstatt   | Josef Knispel (1925–?)                                       |
|              | MAX KNISPEL JG. 1892 GEDEMÜTIGT / ENTRECHTET SCHICKSAL UNBEKANNT                                                          | Alte Lebacher Straße 4 Malstatt   | Max Knispel (1892–?)                                         |

## Verlegedaten
- 10. März 2010: Am Staden 30, Bahnhofstraße 95, Dudweiler Straße 26–30, Graf-Johann-Straße 3, Großherzog-Friedrich-Straße 12 und 61, Karcherstraße 11 und 17, Lortzingstraße 18, Mainzer Straße 35, Nauwieserplatz 11/13, Rathausplatz 7, Riottestraße 14, Ursulinenstraße 24 (28 Stolpersteine)
- 8. April 2011: Rathausplatz 1 (drei Stolpersteine)
- 5. Juli 2012: Bahnhofstraße 80 (ein Stolperstein); 2013 umgesetzt vor Bahnhofstraße 95
- 28. August 2019